# Cabo Eluanbi
Cabo Eluanbi (en chino: 鵝鑾鼻; pinyin: Éluánbí; literalmente, "pico de ganso") se encuentra en el municipio de Hengchun, condado de Pingtung, en el extremo más austral de la cordillera Central de la isla de Taiwán. También se conoce como Ngoluanpi. Esta frente al estrecho de Luzón, y constituye el cabo más meridional de Taiwán. El nombre de Gô-lôan (Chino: 鵝鑾; pinyin: Eluan)  se deriva de Goran, que significa "Vela" viene del idioma de la etnia paiwan que es uno de los grupos aborígenes taiwaneses. La palabra phīⁿ (Chino: 鼻; pinyin: bi)  significa "nariz", refiriéndose a la forma del "Cabo".